# Bewegungsmelder
Ein Bewegungsmelder (auch: „BWM“) ist ein elektronischer Sensor, der Bewegungen in seiner näheren Umgebung erkennt und dadurch als elektrischer Schalter arbeiten kann.
Ein Bewegungsmelder kann aktiv mit: elektromagnetischen Wellen (HF, Mikrowellen oder Dopplerradar), mit Ultraschall (Ultraschall-Bewegungsmelder) oder, wie der PIR-Sensor, passiv anhand der Infrarotstrahlung der bewegten Person und der Umgebung arbeiten.
Der pyroelektrische Sensor (PIR-Sensor, Pyroelectric Infrared Sensor) ist der am häufigsten eingesetzte Typ von Bewegungsmeldern. Er reagiert auf kleine Änderungen der Temperatur, beispielsweise wenn eine Person am Sensor vorbeigeht.
Bewegungsmelder mittels Mikrowellen reagieren optimal, wenn sich der Abstand zum Sensor ändert.
Ultraschall-Sensorik wird aufgrund der verhältnismäßig aufwendigen Technik seltener eingesetzt.

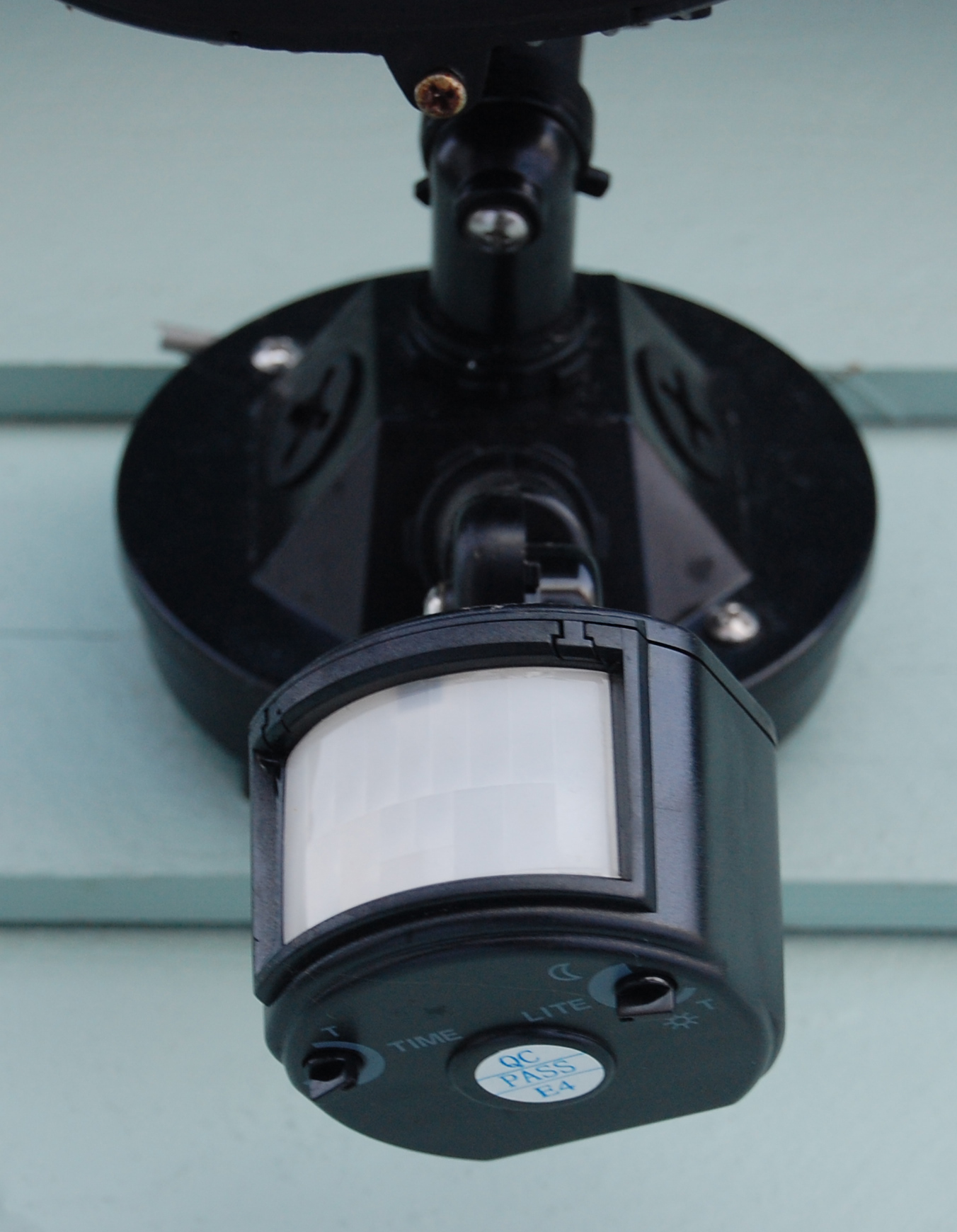
Bewegungsmelder (PIR-Sensor) mit zylindrischer Fresnel-Linse

## Anwendungen
Je nach Anwendungsgebiet werden verschiedene Sensortypen oder Kombinationen aus mehreren Sensoren eingesetzt.

### Lichtschalter

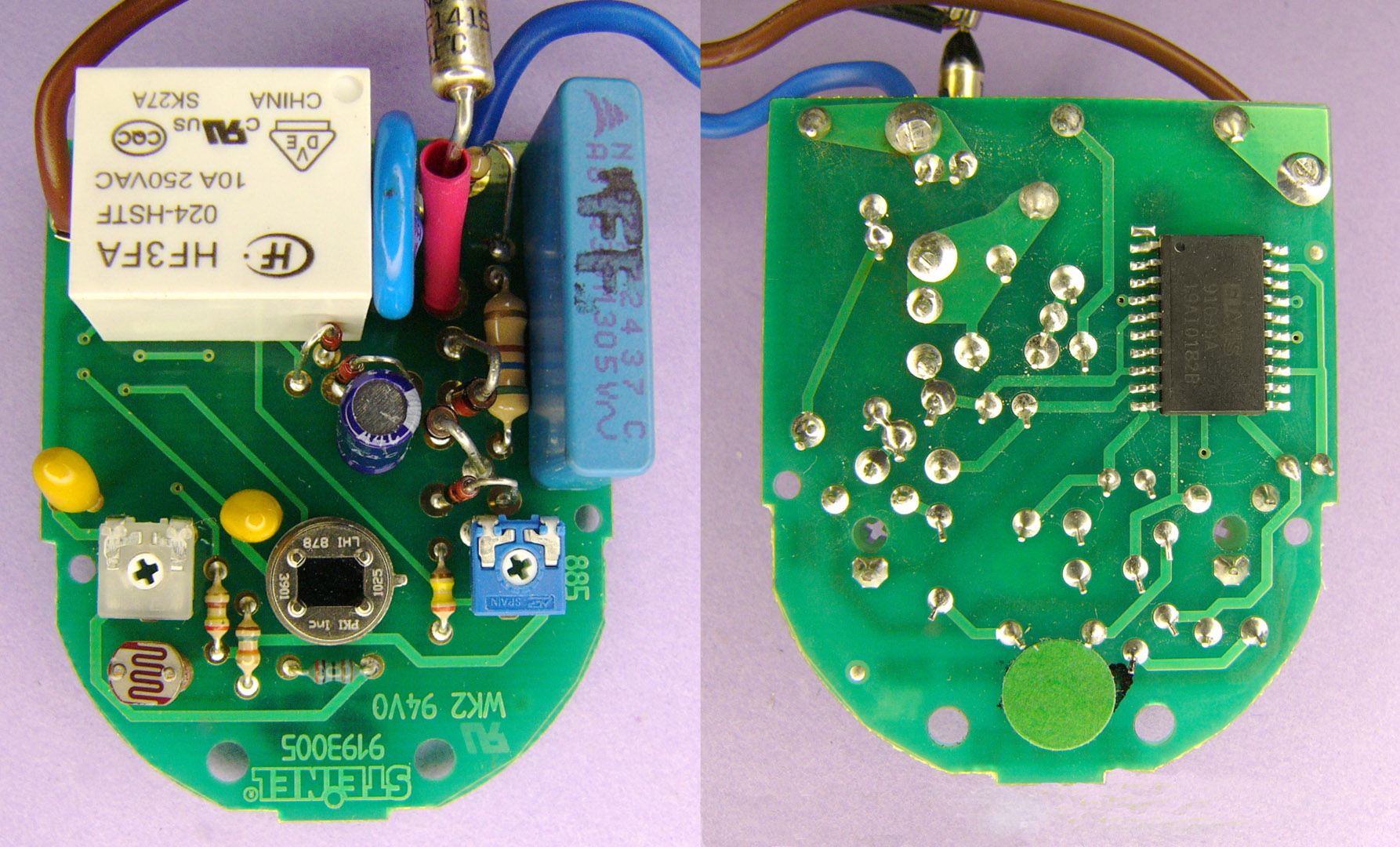
Leiterplatte eines PIR-Bewegungsmoduls für eine Lampensteuerung

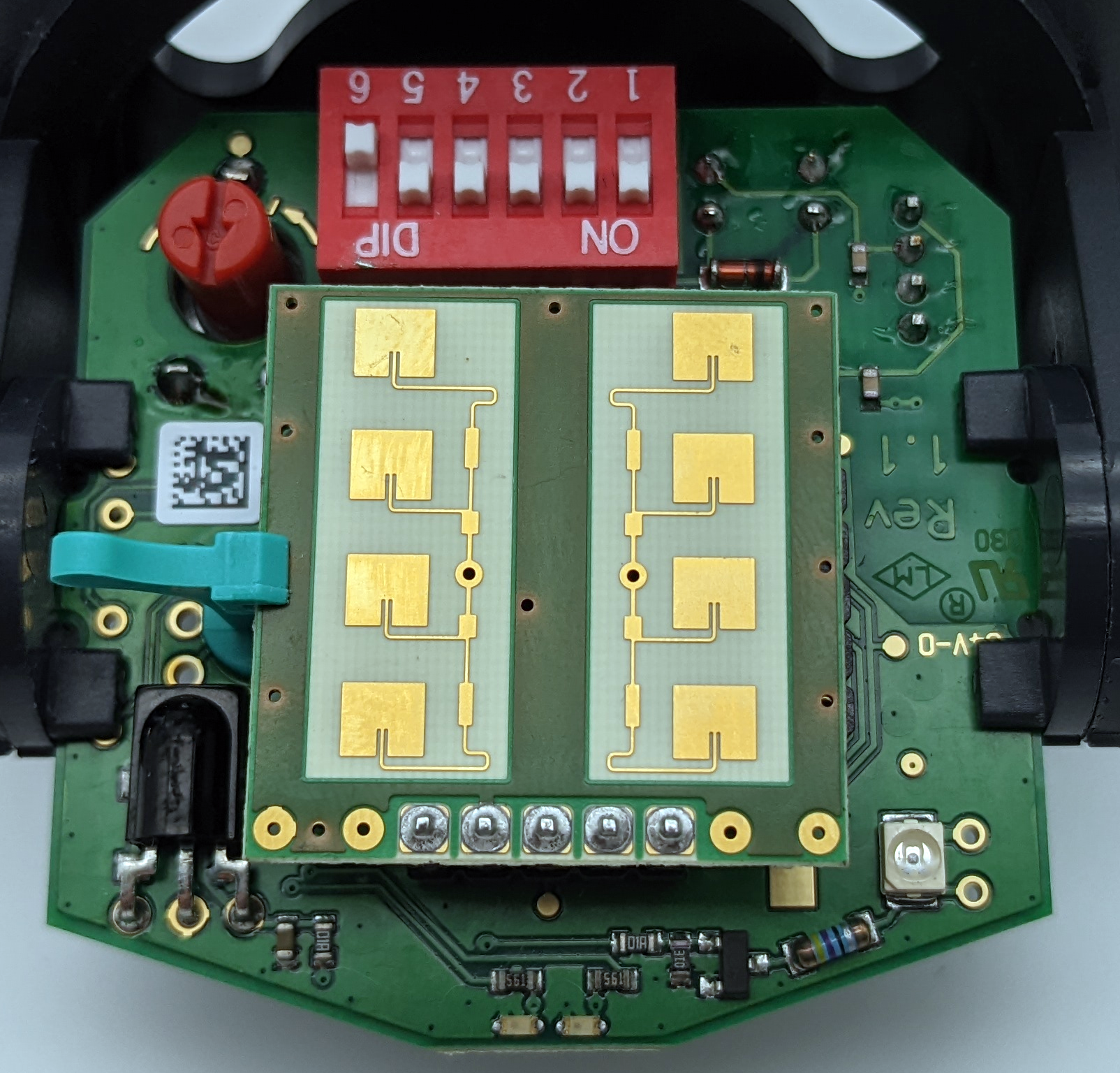
Platine eines Radar-Bewegungsmelders mit den Antennen sichtbar

Ein auf Infrarot basierender Bewegungsmelder auf Basis eines PIR-Sensors zur Bewegungserkennung hat in der Regel auch einen zusätzlich eingebauten Dämmerungsschalter, der dafür sorgt, dass die Beleuchtung nur bei Dunkelheit vom eigentlichen Bewegungsmelder eingeschaltet wird. Bewegt sich eine Wärmequelle vor dem Melder, so schaltet er die Beleuchtung für eine einstellbare Zeitspanne ein und nach Ablauf der eingestellten Leuchtzeit wieder aus. Die meisten Bewegungsmelder haben zwei, manche sogar drei Einsteller (Potentiometer)
1. für die Einschaltdauer: legt fest, wie lange der Verbraucher eingeschaltet bleiben soll, wenn keine Bewegung mehr erkannt wird;
2. für die Umgebungshelligkeit (Hell-Dunkel-Grenze): legt fest, ab welcher Dunkelheitsschwelle der Melder überhaupt schalten soll;
3. für die Näherungsempfindlichkeit (Erfassungsbereich): legt fest, ab welchem Abstand zum erfassten Objekt der Sensor auslösen soll.

Bei den meisten Bewegungsmeldern beginnt ein Timer für die Einschaltdauer zu laufen, wenn die letzte Bewegung erkannt wurde. Wenn der Melder danach eine neue Bewegung erkennt, stellt er den Zähler wieder auf null. Dies gewährleistet, dass der Verbraucher (z. B. Beleuchtung) nicht ausgeschaltet wird, wenn sich eine Person für längere Zeit im Erfassungsbereich aufhält, ohne sich zu bewegen.
Es gibt zweipolige und dreipolige Schaltertypen.
Bei zweipoligen Bewegungsmeldern fließt deren Betriebsstrom durch das Leuchtmittel.
Das heißt, sie benötigen keinen eigenen Neutralleiter, da sie diesen über die nachgeschaltete Glühlampe erhalten.
Dies funktioniert aber nur zuverlässig, solange dieses Leuchtmittel eine Glühlampe ist.
Zweipolige Bewegungsmelder sind daher nur für ohmsche Verbraucher (Glühlampen) sicher geeignet und funktionieren nicht unbedingt mit Energiesparlampen.

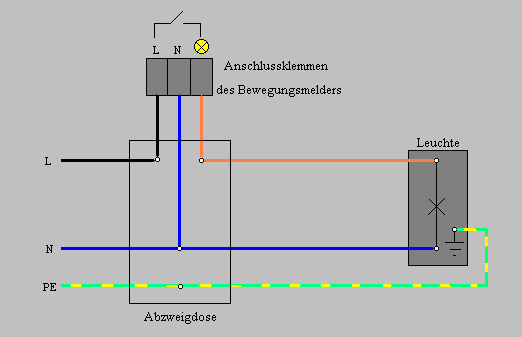
Anschlussbeispiel

Dreipolige Bewegungsmelder haben einen eigenen Neutralleiteranschluss und bekommen dadurch den Strom für ihren Betrieb über zwei eigene Anschlüsse und daher unabhängig von dem Leuchtmittel.

#### Präsenzmelder
Ein Präsenzmelder ist ein Sensor, der die Anwesenheit von Personen bei sitzenden und anderen ruhigen Tätigkeiten detektieren soll. Hierzu werden hochwertigere Melder verwendet, die bereits auf kleinste Bewegungen reagieren. Dies können sowohl HF-Präsenzmelder, die ständig Hochfrequenzwellen geringer Leistung aussenden (s. o.), als auch PIR-Melder sein. Wie PIR-Melder haben auch HF-Melder je nach Verwendungszweck Einstellmöglichkeiten für Schaltdauer und Erfassungsbereich.
HF-Melder verfügen ebenso wie PIR-Melder in der Regel über einen zusätzlich eingebauten Dämmerungsschalter, der dafür sorgt, dass die Beleuchtung nur bei Dunkelheit eingeschaltet wird. Präsenzmelder verfügen zudem meist über einen zweiten Schaltkanal, welcher nur auf Bewegungen reagiert, um beispielsweise Lüftung und Heizung unabhängig von der Helligkeit zu steuern.
Um den Erfassungsbereich zu vergrößern und sicherzustellen, dass sich die Personen im empfindlicheren sogenannten inneren Erfassungsbereich befinden, werden Präsenzmelder idealerweise an der Decke montiert. In größeren Räumen können sie gruppenweise vernetzt werden, um zu verhindern, dass sich die Beleuchtung lokal ausschaltet, wenn sich in einem Raumteil vorübergehend keine Personen aufhalten.

#### Leistungsaufnahme
Die Wirkleistungsaufnahme beträgt bei handelsüblichen Bewegungsmeldern in der Regel weniger als ein Watt, jedoch fällt durch das Kondensatornetzteil auch eine Blindleistung an, die sich mit induktiven Lasten wie etwa Transformatoren oder Motoren kompensieren lässt.

### Einbruchmeldeanlagen
Die für Einbruchmeldeanlagen verwendeten Bewegungsmelder unterscheiden sich von den Licht-Bewegungsmeldern. Hier werden meist mehrere Impulse des PIR-Sensors, Mehr-Segment-Sensoren (Doppel- oder Quad-PIR-Sensoren) oder Kombinationen verschiedener Sensoren zur Vermeidung von Falschauslösungen verwendet.
Ist die Einbruchmeldeanlage eingeschaltet (scharf), so löst eine Bewegung im Erfassungsbereich des Melders einen Alarm aus. Der Einsatz von Licht-Bewegungsmeldern als Auslöser von Einbruchmeldeanlagen ist nicht sinnvoll, da ein Sabotageschutz fehlt und viele Bewegungsmelder nach Ausfall und Wiederkehr der Versorgungsspannung den angeschlossenen Verbraucher einschalten und in diesem Fall einen Falschalarm auslösen würden.

#### Anschlüsse

##### Mindestens erforderliche Anschlüsse
- Sabotagekontakt (Öffner): Öffnen des Gehäuses wird an die Einbruchmeldezentrale gemeldet
- Alarmkontakt (Öffner): Auslösung des Infrarot-Sensors wird an die Einbruchmeldezentrale gemeldet
- Versorgungsspannung: meist 12 V Gleichspannung über die Zentrale mit Notstromversorgung durch einen Bleiakkumulator, seltener auch 24 V

##### Zusätzliche Anschlüsse
- Gehtestfunktion: Eingang, über den die Einbruchmeldezentrale im Gehtest-Modus die LED zur Anzeige der Bewegungserkennung einschalten kann
- Alarmspeicher: Wenn mehrere Bewegungsmelder in einer Meldergruppe geschaltet sind, wird der Bewegungsmelder gespeichert, der als erstes auslöste

#### Duo-PIR-Melder
Manche Modelle verfügen über zwei getrennte PIR-Sensoren. Ein Alarm wird nur ausgelöst, wenn beide gleichzeitig reagieren. Dadurch wird das Risiko eines Falschalarms verringert.

#### Dualmelder
Einige Modelle kombinieren einen PIR-Sensor mit einem Mikrowellen-Sensor (Radar-Bewegungsmelder) oder einem Ultraschall-Bewegungsmelder. Diese Kombinationen werden meist als Dualmelder bezeichnet.

#### Melder mit Abdecküberwachung
Für den Einsatz in Bereichen mit hohen Sicherheitsanforderungen (nach EN50131-2-4, Grad 3) sind die Bewegungsmelder mit zusätzlicher Erkennung einer Abdeckung (z. B. durch Abkleben, Besprühen mit Haar- oder Farbspray) ausgestattet.
Die Erkennung der Abdeckung wird durch einen zusätzlichen Ausgang an die Alarmanlage gemeldet.

#### Melder mit Tierimmunität
Tierresistente Bewegungsmelder gibt es nur für Einbruchmeldeanlagen. Das Auslöseverhalten dieser Bewegungsmelder ist träger als bei normalen Bewegungsmeldern und der untere Erfassungsbereich ist etwas unempfindlicher. Die Montage-Richtlinien für tierresistente Bewegungsmelder müssen genau befolgt werden, um einerseits Falschalarme zu vermeiden, andererseits die Erfassungsempfindlichkeit sicherzustellen. Momentan[Stand?] besitzt kein tierresistenter Bewegungsmelder eine VdS -Zulassung.

### Videoüberwachung
Im Außenbereich werden spezielle Bewegungsmelder zum Einschalten der Aufzeichnung bei Videoüberwachungsanlagen verwendet. Bewegungsmelder haben hier deutliche Vorteile gegenüber der klassischen Kamera-Bewegungserkennung durch Pixelanalyse. Sie arbeiten auch im Dunkeln und werden nicht durch wechselnde Lichtverhältnisse (z. B. Scheinwerfer von Fahrzeugen, schnell ziehende Wolken) ausgelöst. Damit wird die vorhandene Aufzeichnungskapazität effektiver genutzt und eine Suche nach eventuellen Vorkommnissen erleichtert.

### Lichtsignalanlagen
An Lichtsignalanlagen und auf Autobahnen detektieren PIR-Sensoren das Verkehrsaufkommen zur Steuerung der Lichtsignalanlagen, zur Auslösung einer Stauwarnung oder Ausgabe einer Richtgeschwindigkeit. Diese Sensoren reagieren auf die Wärmestrahlung, die durch die Wärme der Motoren der Fahrzeuge durch die Karosserie abgegeben wird. PIR-Sensoren sind eine Alternative zu Induktionsschleifen und erfordern im Gegensatz zu jenen keinen Eingriff in die Straßendecke – sie sind oft an Ampelmasten oder Brücken angebracht. Baustellenampeln verfügen oft auch über PIR-Sensoren. Somit kann, wenn von einer Seite kein Verkehr kommt, der Gegenverkehr länger grün bekommen.